# しのざき嶺
しのざき 嶺（しのざき れい、1962年9月13日 - ）は、日本の漫画家。男性。佐賀県出身。元自衛官。

## 来歴
多数の成人向け漫画雑誌で活動している。1980年代から執筆しているベテラン作家で、主にフェティッシュ、SM色の強い作品を描いている。代表作は『もう誰も愛せない』『NIGHT MARE』など。同じく成人向け漫画家の海野やよいと親交があり、共に同人サークルを主宰している。女装少年、猟奇、少年愛、ふたなりを扱った作品も多い。
現在の作風は豊満で肉質的な女性を描いており、お姉さん以上熟女以下の魅力的なキャラクターが登場する作品がメインになっている。
『コミックフラミンゴ』『アイラ』『コミックマショウ』等三和出版系の雑誌で長く執筆し、現在はメディアックスの電子書籍『コミック激ヤバ！アンソロジー』を中心に作品を発表している。
個人サイト「CAMP♥HEAVEN」のサイト名の由来は、『アイラ』に連載していた同名の成人向け漫画のタイトルで、サイト内に構築時点で一番気に入っていた作品のタイトルをつけることにしたとの記述がある。
三和出版のフェティッシュイベント「オトコノコ★ナイト」において複数回ゲスト出演している。

## 作品リスト

### 成人向け漫画
1. 『妖怪バスター』 1986年7月発売、久保書店〈ワールドコミックススペシャル〉、ISBN 4-7659-0227-7
2. 『ビター＆スウィート』 1987年9月発売、大正屋出版、ISBN 4-88680-016-5
3. 『お姉さんは先生!』 1987年12月発売、原作：小菅薫、フランス書院〈フランス書院コミック文庫〉、ISBN 4-8296-7031-2
4. 『おませなヴィーナス』 1989年3月発売、フランス書院〈フランス書院コミック文庫〉、ISBN 4-8296-7096-7
5. 『天使の悪夢』 1989年6月発売、コスミック出版〈バナナコミックス〉、ISBN 4-88532-045-3
6. 『NIGHT MARE 1』 1989年7月発売、司書房〈ツカサコミックス〉、ISBN 4-924464-37-6
7. 『抱きしめてレオタード』 1989年12月発売、原作：小菅薫、フランス書院〈フランス書院コミック文庫〉、ISBN 4-8296-7130-0
8. 『もう誰も愛せない』 1992年12月発売、大洋図書〈ミリオンコミックス〉、ISBN 4-88672-918-5
  - 『もう誰も愛せないremix』 1996年1月発売、茜新社〈にんじんコミックス〉、ISBN 4-87182-188-9
9. 『NIGHT MARE』 ヒット出版社〈HIT LADIES COMIC〉、全3巻
  1. 1993年2月発売、ISBN 4-938544-11-3
  2. 1993年3月発売、ISBN 4-938544-12-1
  3. 1993年3月発売、ISBN 4-938544-13-X
10. 『MOTHER』 1994年3月発売、ヒット出版社〈HIT LADIES COMIC〉、ISBN 4-938544-28-8
11. 『Behind』 1995年1月発売、三和出版〈サンワコミックス〉、ISBN 4-914989-78-6
12. 『INJECTION』 1996年1月発売、三和出版〈サンワコミックス〉、ISBN 4-914989-89-1
13. 『D-SHOCK』 1996年6月発売、ヒット出版社〈セラフィンコミックス〉、ISBN 4-938544-78-4
14. 『BLUE HEAVEN』 三和出版〈サンワコミックス〉、全2巻 - 『もう誰も愛せない』の続編
  1. 1997年1月発売、ISBN 4-88356-005-8
  2. 1998年1月発売、ISBN 4-88356-018-X
15. 『My classmate』 ヒット出版社〈セラフィンコミックス〉、全2巻
  1. 1998年3月発売、ISBN 4-89465-034-7
  2. 1999年3月発売、ISBN 4-89465-067-3
16. 『うそつき』 1998年10月発売、ヒット出版社〈セラフィンコミックス〉、ISBN 4-89465-057-6
17. 『RED』 1999年2月発売、三和出版〈サンワコミックス〉、ISBN 4-88356-030-9
18. 『Bagel』 2000年2月発売、三和出版〈サンワコミックス〉、ISBN 4-88356-047-3
19. 『箱』 2001年1月発売、三和出版〈サンワコミックス〉、ISBN 4-88356-071-6
20. 『彼氏彼女』 2001年2月発売、ヒット出版社〈セラフィンコミックス〉、ISBN 4-89465-150-5
21. 『NIGHT BLUE』 2002年2月発売、三和出版〈サンワコミックス〉、ISBN 4-88356-112-7
22. 『Crimson』 2003年1月発売、ジェーシー出版〈ジェーシーコミックス〉、ISBN 4-901858-13-0
23. 『Camp♥Heaven』 2003年2月21日発売[9]、三和出版〈サンワコミックス〉、ISBN 4-88356-166-6
24. 『はたらく奥さんっ』 2003年11月発売、ジェーシー出版〈ジェーシーコミックス〉、ISBN 4-901858-23-8
25. 『Camp♥Mission』 2004年7月14日発売[10]、三和出版〈サンワコミックス〉、ISBN 4-88356-266-2
26. 『あなどりがたきボクら』 2005年1月28日発売[11]、三和出版〈サンワコミックス〉、ISBN 4-88356-301-4
27. 『ボクと妹』 2005年5月発売、ジェーシー出版〈ジェーシーコミックス〉、ISBN 4-901858-41-6
28. 『Over Dose』 2006年5月30日発売[12]、三和出版〈サンワコミックス〉、ISBN 4-88356-359-6
29. 『図書室の秘密』 2006年9月発売、ジェーシー出版〈ジェーシーコミックス〉、ISBN 4-901858-57-2
30. 『肛虐輪舞曲』 2007年3月発売、司書房〈ツカサコミックス〉、ISBN 978-4-8128-1627-1
31. 『Blue Berry』 2007年5月25日発売[13]、三和出版〈サンワコミックス〉、ISBN 978-4-88356-390-6
32. 『淫部の匂い』 2007年7月発売、ジェーシー出版〈ジェーシーコミックス〉、ISBN 978-4-90185-867-0
33. 『女教師 恥辱の鎖 -NIGHTMARE-』 メディアックス〈MDコミックス NEO〉、全2巻
  1. 2009年5月発売、ISBN 978-4-86201-114-5
  2. 2010年6月発売、ISBN 978-4-86201-181-7
34. 『肉食女子』 2011年4月28日発売[14]、三和出版〈サンワコミックス〉、ISBN 978-4-88356-446-0
35. 『女子校生 哀虐の鎖』 2011年8月発売、メディアックス〈MDコミックス NEO〉、ISBN 978-4-86201-215-9
36. 『BITCH穴（ビッチホール）』 2012年10月31日発売[15]、三和出版〈サンワコミックス〉、ISBN 978-4-88356-479-8
37. 『罠～だまされ汚されたカップル～』 2012年11月24日発売[16]、メディアックス〈MDコミックス NEO〉、ISBN 978-4-86201-236-4
38. 『聖春川学園』 2013年10月31日発売[17]、三和出版〈サンワコミックス〉、ISBN 978-4-88356-495-8
39. 『催眠相姦』 2013年12月25日発売[18]、メディアックス〈MDコミックス NEO〉、ISBN 978-4-86201-260-9
40. 『君を泣かせたい』 2014年4月21日発売[19]、マイウェイ出版〈マイウェイコミックス〉、ISBN 978-4-86511-161-3
41. 『牝ブタJK肉便器ッ!!!』 2015年9月30日発売[20]、三和出版〈サンワコミックス〉、ISBN 978-4-77699-057-4
42. 『人妻マンション不倫乱交』 2015年12月18日発売[21]、メディアックス〈MDコミックス NEO〉、ISBN 978-4-86201-541-9
43. 『豊満ママさんバレー部』 2017年9月25日発売[22]、メディアックス〈MDコミックスNEO〉、ISBN 978-4-86201-898-4
44. 『JK改造計画』 2018年11月21日発売[23]、リイド社〈SPコミックス クリベロンcomics 068〉、ISBN 978-4-84585-394-6
45. 『豊満未亡人下宿 なるみ荘』 2020年3月27日発売[24]、メディアックス〈MDコミックス NEO〉、ISBN 978-4-86674-613-5
46. 『どスケベ巨尻娘Lily』 2020年11月5日発売[25]、リイド社〈SPコミックス クリベロンcomics〉、ISBN 978-4-84585-673-2

### 一般向け漫画
- 『ウィザードリィV メイルストロームの彼方』 1993年5月22日発売[26]、原作：竹内誠、アスキー・メディアワークス〈アスキーコミックス〉、ISBN 4-7561-0686-2

## 同人活動
- 海野やよいと共に、同人サークル「みりん」を主宰。
- 個人名義では、同人サークル「Blue Monday」を主宰。